# توفيق المقرن
توفيق المقرن؛ لاعب نادي النصر مواليد 1379ـ 1959م، مدافع سابق في نادي النصر والمنتخب السعودي. وهو أصغر قائد للمنتخب السعودي الأول عبر تاريخه، وفقاً للمؤرخ خالد المصيبيح.
يصنفه الكثير من المؤرخين والمهتمين بالكرة السعودية أنه أحد أبرز خمسة مدافعين مروا على تاريخ الكرة السعودية، كما يصنفه النصراويين بانه أفضل كابتن مؤثر في تاريخ الفريق النصراوي.

## مسيرته
بدأ توفيق المقرن مسيرته مع النصر في موسم 94هـ وشارك هو وفي عمر صغير، ولكن ذلك لايمكن ملاحظته، لان توفيق كان يتميز ببنية جسمانية قوية، مكنته من المشاركة اساسياً في مركز قلب الدفاع.
كان توفيق عنصراً مهماً في تشكيلة الفريق وساهم في حصد الكثير من البطولات مع الجيل الذهبي للنادي في التسعينات الهجرية، وتسلم مع مطلع عام 1400هـ شارة الكابتنية بعد اعتزال النجم الكبير ناصر الجوهر.
كان يتميز توفيق المقرن بتضحياته وصلابته في الملعب وقدرته على الالتحامات وحبه للتحدي، كان يخشاه الكثير من المهاجمين، ولكنهم يؤكدون في نفس الوقت ان توفيق يملك قلباً كبيراً خارج الملعب.
مثل المنتخب السعودي في الكثير من المناسبات، وتقلد شارة القيادة كأصغر لاعب يضعها على ذراعه حتى يومنا هذا.

## اعتزال
قرر توفيق المقرن مدافع نادي النصر هجر الكرة وتعليق حذائه إلى الابد بعد مشوار حافل ورائع مع ناديه النصر ومنتخب بلاده نظراً لتكرر اصابته القوية التي اقعدته غير مرة عن اللعب وقد تأثر الدفاع النصراوي بهذا الرحيل الذي حدث عام 1408ه والفريق وقتها يتصدر فرق الدوري.
اختير للعمل في نادي النصر كمستشار فني عام 1433هـ.

## قالوا عنه
- حينما كان يلاحظ الأمير عبدالرحمن بن سعود رئيس النصر السابق رحمه الله، انخفاض الروح لدى اللاعبين فيذكرهم باخلاص توفيق المقرن وتضحياته في مباراة الاتحاد والتي أصيب فيها وتم إجراء عملية سريعة داخل الملعب وذلك بتخييط الجرح الذي ينزف بالقرب من حاجب العين وأكمل بعد ذلك المباراة!
- يقول عنه زميله في النصر فهد اليحيى «هو أفضل مدافع مر على نادي النصر وأغرب ما فيه أنه لا يؤدي في التدريبات اللياقية إلا 20% ونحن نلف على المضمار مرتين على الأقل.. غير أنه يظهر أثناء المباراة «ما شاء الله» بمخزون لياقي مميز يدعمه بجهد مضاعف والحس الدفاعي واليقظة بفضل تكوينه الجسماني وطوله الفارع».
- فيما يقول عنه مدافع الهلال فهد الحبشي كان قائداً حكيماً ولاعباً محنكاً ذا مستوى عالٍ لم ينجب النصر مدافعاً أفضل منه ولا حتى في مستواه القيادي، ويضيف قائلاً: اعتبره أفضل كابتن بحق وذا شخصية قوية ومدافعاً فدائياً، وقلبه طيب للغاية ولا يبخل بتوجيه زملائه اللاعبين في الملعب وكل مميزات الكابتن الناجح متوفرة في هذا الكابتن العملاق".

## إسهاماته مع النصر
- الفوز ببطولة الدوري السعودي ثلاث مرات أعوام 75 و 80 و81
- الفوز ببطولة كأس الملك اربع مرات اعوام 76 و81 و86 و87

## وصلات خارجية ومصادر
- جريدة الرياض: أبو داود والمقرن.. مدافعان لا يتكرران!
- توفيق المقرن أفضل كابتن في تاريخ النصر
- النصر السابق توفيق المقرن في حديث لـ الجزيرة
- تعيين توفيق المقرن مستشاراً لجميع الفئات